# Región geográfica inmediata de Joaçaba-Herval d'Oeste
La Región geográfica inmediata de Joaçaba-Herval d'Oeste es una de las 24 regiones inmediatas del estado brasileño de Santa Catarina, y una de las siete regiones inmediatas que componen la región geográfica intermedia de Chapecó, y una de las 509 regiones inmediatas en Brasil, creadas por el IBGE en 2017. Está compuesta de 18 municipios.

## Municipios
| Región geográfica inmediata | Código | Municipios     |
| --------------------------- | ------ | -------------- |
| Joaçaba-Herval d'Oeste      | 420008 | Abdon Batista  |
| Joaçaba-Herval d'Oeste      | 420008 | Água Doce      |
| Joaçaba-Herval d'Oeste      | 420008 | Campos Novos   |
| Joaçaba-Herval d'Oeste      | 420008 | Capinzal       |
| Joaçaba-Herval d'Oeste      | 420008 | Catanduvas     |
| Joaçaba-Herval d'Oeste      | 420008 | Celso Ramos    |
| Joaçaba-Herval d'Oeste      | 420008 | Erval Velho    |
| Joaçaba-Herval d'Oeste      | 420008 | Herval d'Oeste |
| Joaçaba-Herval d'Oeste      | 420008 | Ibicaré        |
| Joaçaba-Herval d'Oeste      | 420008 | Jaborá         |
| Joaçaba-Herval d'Oeste      | 420008 | Joaçaba        |
| Joaçaba-Herval d'Oeste      | 420008 | Lacerdópolis   |
| Joaçaba-Herval d'Oeste      | 420008 | Luzerna        |
| Joaçaba-Herval d'Oeste      | 420008 | Ouro           |
| Joaçaba-Herval d'Oeste      | 420008 | Treze Tílias   |
| Joaçaba-Herval d'Oeste      | 420008 | Vargem         |
| Joaçaba-Herval d'Oeste      | 420008 | Vargem Bonita  |
| Joaçaba-Herval d'Oeste      | 420008 | Zortéa         |